# 斯特凡尼娅·哈拉拉比季斯
斯特凡尼娅·哈拉拉比季斯（希臘語：Στεφανία Χαραλαμπίδη，1995年5月19日—），希腊、美国女子水球运动员，2019年世界游泳锦标赛女子金牌得主、2019年泛美运动会女子金牌得主、2020年夏季奥林匹克运动会女子金牌得主、2022年世界游泳锦标赛女子金牌得主。